# Копринена акула
Копринената акула (Carcharhinus falciformis) е вид акула от семейство Сиви акули. Има стройно тяло и обикновено достига до 2,5 m на дължина.

## Разпространение
Видът е разпространен в по-топли от 23 °C (73 °F) води. Среща се в Атлантическия океан от американския щат Масачузетс на север до Испания, от южната част на Бразилия до северната част на Ангола, включително в Средиземно море, Мексиканския залив и Карибско море.